# Матчи женской сборной России по волейболу 1997
В 1997 году женская сборная России по волейболу приняла участие в пяти официальных турнирах, проводимых под эгидой ФИВБ и ЕКВ.

## Турниры и матчи

### Гран-при
| 8 августа. Макао. Россия — США 3:0 (15:1, 15:8, 15:3). Предварительный этап. 1-й тур. Группа «А» |
| ------------------------------------------------------------------------------------------------ |

Россия: ???.

США: ???
| 9 августа. Макао. Россия — Италия 3:0 (15:10, 15:5, 15:3). Предварительный этап. 1-й тур. Группа «А» |
| --- |

Россия: ???.

Италия: ???
| 10 августа. Макао. Россия — Китай 3:1 (15:10, 10:15, 15:9, 15:13). Предварительный этап. 1-й тур. Группа «А» |
| --- |

Россия: ???.

Китай: ???
| 15 августа. Тайбэй (Тайвань). Россия — Нидерланды 3:0 (15:0, 16:14, 15:2). Предварительный этап. 2-й тур. Группа «С» |
| --- |

Россия: ???.

Нидерланды: ???
| 16 августа. Тайбэй (Тайвань). Россия — Южная Корея 3:0 (15:8, 15:9, 15:8). Предварительный этап. 2-й тур. Группа «С» |
| --- |

Россия: ???.

Южная Корея: ???
| 17 августа. Тайбэй (Тайвань). Россия — США 3:0 (17:15, 15:4, 15:2). Предварительный этап. 2-й тур. Группа «С» |
| --- |

Россия: ???.

США: ???
| 22 августа. Гифу (Япония). Россия — Куба 3:2 (14:16, 14:16, 15:8, 15:12, 15:12). Предварительный этап. 3-й тур. Группа «Е» |
| --- |

Россия: ???.

Куба: ???
| 23 августа. Гифу (Япония). Россия — Япония 3:1 (15:1, 15:5, 13:15, 15:12). Предварительный этап. 3-й тур. Группа «Е» |
| --- |

Россия: ???.

Япония: ???
| 24 августа. Гифу (Япония). Россия — США 3:1 (15:9, 4:15, 15:6, 15:5). Предварительный этап. 3-й тур. Группа «Е» |
| --- |

Россия: ???.

США: ???
| 29 августа. Кобе (Япония). Россия — Япония 3:0 (16:14, 15:1, 15:7). Финальный этап |
| ---------------------------------------------------------------------------------- |

Россия: Морозова, Батухтина, Година, Артамонова, Тищенко, Грачёва. Выход на замену: Меньшова.

Япония: ???
| 30 августа. Кобе (Япония). Россия — Южная Корея 3:0 (15:4, 15:9, 17:15). Финальный этап |
| --------------------------------------------------------------------------------------- |

Россия: Морозова, Батухтина, Година, Артамонова, Тищенко, Грачёва. Выход на замену: ?.

Южная Корея: ???.
| 31 августа. Кобе (Япония). Россия — Куба 3:2 (15:8, 10:15, 4:15, 15:9, 15:13). Финальный этап |
| --------------------------------------------------------------------------------------------- |

Россия: Морозова, Батухтина, Година, Артамонова, Тищенко, Грачёва. Выход на замену: ? 

Куба: Агуэро, Луис, Баррос, Торрес, Бель, Фернандес.
Сборная России вышла победителем 5-го розыгрыш Гран-при, обыграв своих соперников во всех 12 проведённых матчах.

### Отборочный турнир чемпионата мира 1998
| 12 сентября. Москва (Россия). Россия — Франция 3:0 (15:2, 15:4, 15:3). Группа «D» |
| --------------------------------------------------------------------------------- |

Россия: Морозова (8 очков), Батухтина (1), Година (8), Артамонова (3), Тищенко (6), Грачёва (6). Выход на замену: Шигина (2).

Франция: Салинас, Минкова, Бушон, Кажо, Горбатюк, Баль. Выход на замену: Доте, Стефан, Пласман.
| 13 сентября. Москва (Россия). Россия — Чехия 3:0 (15:7, 15:2, 15:2). Группа «D» |
| ------------------------------------------------------------------------------- |

Россия: Морозова (14), Батухтина (4), Година (8), Артамонова (7), Тищенко (4), Грачёва (2). 

Чехия: Мокова, Дршткова, Ричелова, Бичкова, Швобова, Вечеркова. Выход на замену: Ваврова, Степанчикова, Яначкова, Воличерова.
| 14 сентября. Москва (Россия). Россия — Азербайджан 3:0 (15:7, 15:3, 15:8). Группа «D» |
| ------------------------------------------------------------------------------------- |

Россия: Морозова (7), Батухтина (5), Година (8), Артамонова (7), Тищенко (8), Грачёва (1). Выход на замену: Меньшова (2), Шигина. 

Азербайджан: Сергеева, Гасанова, О.Пархоменко, Шабовта, Тетерина, Селезнёва. Выход на замену: Баринова, Бондаренко.
Сборная России за явным преимуществом переиграла своих соперников по отборочному турниру и получила путёвку на чемпионат мира-1998.

### Чемпионат Европы
| 27 сентября. Злин (Чехия). Россия — Беларусь 3:1 (15:11, 15:3, 9:15, 15:4). Предварительный этап. Группа «А» |
| --- |

Россия: Морозова, Батухтина, Година, Артамонова, Тищенко, Грачёва. Выход на замену:? 

Беларусь: ???
| 28 сентября. Злин (Чехия). Россия — Нидерланды 3:0 (15:11, 15:5, 15:5). Предварительный этап. Группа «А» |
| --- |

Россия: Морозова, Батухтина, Година, Артамонова, Тищенко, Грачёва. Выход на замену:? 

Нидерланды: ???
| 29 сентября. Злин (Чехия). Россия — Латвия 3:0 (15:2, 15:5, 15:8). Предварительный этап. Группа «А» |
| --------------------------------------------------------------------------------------------------- |

Россия: Морозова, Батухтина, Година, Артамонова, Тищенко, Грачёва. Выход на замену: Е.Василевская, Чуканова, Сафронова, Тебенихина.

Латвия: ???
| 1 октября. Злин (Чехия). Россия — Болгария 3:0 (15:3, 15:10, 15:12). Предварительный этап. Группа «А» |
| --- |

Россия: Морозова, Батухтина, Година, Артамонова, Тищенко, Грачёва. Выход на замену: Е.Василевская, Чуканова, Сафронова, Тебенихина.

Болгария: ???
| 2 октября. Злин (Чехия). Россия — Польша 3:1 (15:6, 15:13, 3:15, 15:7). Предварительный этап. Группа «А» |
| --- |

Россия: Морозова, Батухтина, Година, Артамонова, Тищенко, Грачёва. Выход на замену:? 

Польша: ???
| 4 октября. Брно (Чехия). Россия — Чехия 3:0 (15:4, 15:2, 15:1). Полуфинал |
| ------------------------------------------------------------------------- |

Россия: Морозова, Батухтина, Година, Артамонова, Тищенко, Грачёва. Выход на замену:? 

Чехия: ???
| 5 октября. Брно (Чехия). Россия — Хорватия 3:0 (15:7, 15:12, 15:9). Финал |
| ------------------------------------------------------------------------- |

Россия: Морозова (5), Батухтина (6), Година (11), Артамонова (5), Тищенко (5), Грачёва. 

Хорватия: Кириллова, Чебукина, Анзулович, Елич, Сидоренко, Кузманич. Выход на замену: Миич.
Победив своих соперников во всех семи проведённых матчах, сборная России вернула себе титул чемпионов Европы. Елена Батухтина стала четырёхкратной чемпионкой, Наталья Морозова — трёхкратной, а Евгения Артамонова, Татьяна Грачёва, Татьяна Меньшова и Елизавета Тищенко — двукратными победительницами европейского первенства.

### Всемирный Кубок чемпионов
| 14 ноября. Осака (Япония). Россия — Китай 3:0 (15:5, 15:7, 15:3). |
| ----------------------------------------------------------------- |

Россия: Морозова (6), Беликова (5), Година (9), Артамонова (8), Тищенко (5), Грачёва (3), Батухтина — либеро.

Китай: Хэ Ци, Лай Явэнь, Ли Янь, Ву Юнмэй, Ван Цзилин, Чжун Юэ, Шэн Хон — либеро. Выход на замену: Чу Юньин, Цю Айхуа, Ван Лина, Ли Ичжи.
| 16 ноября. Осака (Япония). Россия — Япония 3:0 (15:3, 15:10, 27:25). |
| -------------------------------------------------------------------- |

Россия: Морозова (6), Беликова (7), Година (7), Артамонова (14), Тищенко (3), Грачёва (3), Батухтина — либеро. Выход на замену: Сафронова (1)

Япония: Онуки, Тадзими, Огаке, Сасаки, Это, Кумамаэ, Цукумо — либеро. Выход на замену: Хосина, Кимура, Такэсита.
| 18 ноября. Хиросима (Япония). Россия — Бразилия 3:2 (7:15, 15:7, 9:15, 15:7, 15:10). |
| ------------------------------------------------------------------------------------ |

Россия: Морозова (12), Беликова (6), Година (13), Артамонова (10), Тищенко (4), Грачёва (4), Батухтина — либеро. Выход на замену: Е.Василевская, Сафронова, Тебенихина.

Бразилия: Карин, Фернанда, Ана Мозер, Ида, Вирна, Хилма, Поло — либеро. Выход на замену: Жанина, Доваль, Фофао.
| 21 ноября. Токио (Япония). Россия — Куба 3:1 (15:9, 13:15, 15:6, 15:9). |
| ----------------------------------------------------------------------- |

Россия: Морозова (5), Беликова (3), Година (14), Артамонова (4), Тищенко (3), Грачёва (2), Батухтина — либеро. Выход на замену: Е.Василевская.

Куба: Гато, Баррос, Санчес, Бель, Фернандес, Агуэро. Выход на замену: Торрес, Луис.
| 23 ноября. Токио (Япония). Россия — Южная Корея 3:0 (15:6, 15:11, 15:5). |
| ------------------------------------------------------------------------ |

Россия: Морозова (1), Беликова (3), Година (11), Артамонова (15), Тищенко (2), Грачёва (3), Батухтина — либеро. Выход на замену: Сафронова (1), Тебенихина.

Южная Корея: Карин, Фернанда, Ана Мозер, Ида, Вирна, Хилма, Поло — либеро. Выход на замену: Жанина, Доваль, Фофао.
Выиграв чемпионат Европы, сборная России получила право стартовать во втором розыгрыше Всемирного Кубка чемпионов. Как и на предыдущих турнирах года российская национальная команда вновь стала первой, причём вновь не проиграв при этом ни одного матча!

### Евролига 1997/1999
| 19 декабря. София (Болгария). Россия — Болгария 0:3 (13:15, 4:15, 13:15). Предварительный этап. Дивизион «А». Группа 1 |
| --- |

Россия: ???

Болгария: ???
| 27 декабря. Черкассы (Украина). Россия — Украина 3:0 (15:9, 15:10, 15:8). Предварительный этап. Дивизион «А». Группа 1 |
| --- |

Россия: ???

Украина: ???
Отборочный турнир чемпионата Европы-1999 проходил в рамках Евролиги, нового турнира для национальных сборных, учреждённого Европейской конфедерацией волейбола. Поражение в первом матче группового этапа, которое сборная России потерпела от команды Болгарии, стало единственным для российской национальной команды в официальных турнирах 1997 года. Следует отметить, что в этой декабрьской игре в составе сборной России не принимали участие многие ведущие волейболистки.

## Итоги
Всего на счету сборной России в 1997 году 29 официальных матчей. Из них выиграно 28, проигран 1. Соотношение партий 84:15. Соперниками россиянок в этих матчах были национальные сборные 17 стран.
| Турнир                                 | И  | В  | П | С/О  | Место |
| -------------------------------------- | -- | -- | - | ---- | ----- |
| Гран-при                               | 12 | 12 | 0 | 36:7 | 1-е   |
| Отборочный турнир чемпионата мира 1998 | 3  | 3  | 0 | 9:0  | 1-е   |
| Чемпионат Европы                       | 7  | 7  | 0 | 21:2 | 1-е   |
| Всемирный Кубок чемпионов              | 5  | 5  | 0 | 15:3 | 1-е   |
| Евролига                               | 2  | 1  | 1 | 3:3  |       |

## Состав
В скобках после количество игр указано число матчей, проведённых волейболисткой в стартовом составе + в качестве либеро.
| №  | Игрок              | Год рождения | Амплуа                  | Клуб       | Турниры и игры | Турниры и игры | Турниры и игры | Турниры и игры | Турниры и игры | Всего матчей |
| №  | Игрок              | Год рождения | Амплуа                  | Клуб       | ГП             | ОЧМ            | ЧЕ             | ВКЧ            | ЕЛ             | Всего матчей |
| -- | ------------------ | ------------ | ----------------------- | ---------- | -------------- | -------------- | -------------- | -------------- | -------------- | ------------ |
| 2  | Наталья Морозова   | 1973         | центральная, нападающая | «Уралочка» | ?              | 3 (3)          | 7 (7)          | 5 (5)          |                |              |
| 3  | Анастасия Беликова | 1979         | центральная             | «Уралочка» | ?              |                | ?              | 5 (5)          |                |              |
| 4  | Елена Батухтина    | 1971         | нападающая, либеро      | «Уралочка» | ?              | 3 (3)          | 7 (7)          | 5 (0+5)        |                |              |
| 6  | Елена Година       | 1977         | нападающая              | «Уралочка» | ?              | 3 (3)          | 7 (7)          | 5 (5)          |                |              |
| 7  | Татьяна Меньшова   | 1970         | нападающая              | «Уралочка» | ?              | 1              | ?              |                |                |              |
| 8  | Евгения Артамонова | 1975         | нападающая              | «Уралочка» | ?              | 3 (3)          | 7 (7)          | 5 (5)          |                |              |
| 9  | Елизавета Тищенко  | 1975         | центральная             | «Уралочка» | ?              | 3 (3)          | 7 (7)          | 5 (5)          |                |              |
| 10 | Елена Василевская  | 1978         | связующая               | «Уралочка» | ?              |                | ?              | 2              |                |              |
| 12 | Татьяна Грачёва    | 1973         | связующая               | «Уралочка» | ?              | 3 (3)          | 7 (7)          | 5 (5)          |                |              |
| 13 | Ольга Чуканова     | 1980         | нападающая              | «Уралочка» | ?              |                | ?              |                |                |              |
| 14 | Наталья Сафронова  | 1979         | нападающая              | «Уралочка» | ?              |                | ?              | 3              |                |              |
| 15 | Наталья Шигина     | 1975         | нападающая              | ЦСКА       | ?              | 2              |                |                |                |              |
| 17 | Ирина Тебенихина   | 1978         | центральная             | «Уралочка» | ?              |                | ?              | 2              |                |              |

- Главный тренер — Николай Карполь.
- Тренер — Валентина Огиенко.